# Älmhult
Älmhult este un oraș în Suedia.

## Demografie
| \| Evoluția demografică a zonei urbane Älmhult, 1970–2015 \| Evoluția demografică a zonei urbane Älmhult, 1970–2015 \| Evoluția demografică a zonei urbane Älmhult, 1970–2015 \| Evoluția demografică a zonei urbane Älmhult, 1970–2015 \| Evoluția demografică a zonei urbane Älmhult, 1970–2015 \| \| --------------------------------------------------------------------------------------- \| ------------------------------------------------------ \| ------------------------------------------------------ \| ------------------------------------------------------ \| ------------------------------------------------------ \| \| An \| \| \| Locuitori \| \| \| 1970 \| 1970 \| \| 7.001 \| 7.001 \| \| 1975 \| 1975 \| \| 7.390 \| 7.390 \| \| 1980 \| 1980 \| \| 7.681 \| 7.681 \| \| 1990 \| 1990 \| \| 8.303 \| 8.303 \| \| 1995 \| 1995 \| \| 8.478 \| 8.478 \| \| 2000 \| 2000 \| \| 8.277 \| 8.277 \| \| 2005 \| 2005 \| \| 8.518 \| 8.518 \| \| 2010 \| 2010 \| \| 8.955 \| 8.955 \| \| 2015 \| 2015 \| \| 9.495 \| 9.495 \| \| Sursa: SCB - Statistika Centralbyrån, Folkmängden per tätort. Vart femte år 1960 - 2016 \| \| \| \| \| |      |  |           |       |
| Evoluția demografică a zonei urbane Älmhult, 1970–2015 |      |  |           |       |
| An |      |  | Locuitori |       |
| 1970 | 1970 |  | 7.001     | 7.001 |
| 1975 | 1975 |  | 7.390     | 7.390 |
| 1980 | 1980 |  | 7.681     | 7.681 |
| 1990 | 1990 |  | 8.303     | 8.303 |
| 1995 | 1995 |  | 8.478     | 8.478 |
| 2000 | 2000 |  | 8.277     | 8.277 |
| 2005 | 2005 |  | 8.518     | 8.518 |
| 2010 | 2010 |  | 8.955     | 8.955 |
| 2015 | 2015 |  | 9.495     | 9.495 |
| Sursa: SCB - Statistika Centralbyrån, Folkmängden per tätort. Vart femte år 1960 - 2016 |      |  |           |       |